# 뉴스 845 가고시마
뉴스 845 가고시마(ニュース845かごしま)는 NHK 가고시마 방송국에서 제작되어 방영되고 있는 저녁 뉴스 프로그램이다. 가고시마현 지역의 오늘 하루동안 있었던 뉴스를 전해주고 있다.

## 방송 시간
- 월 ~ 금: 저녁 8시 45분 ~ 9시(15분)